# ابوالهول

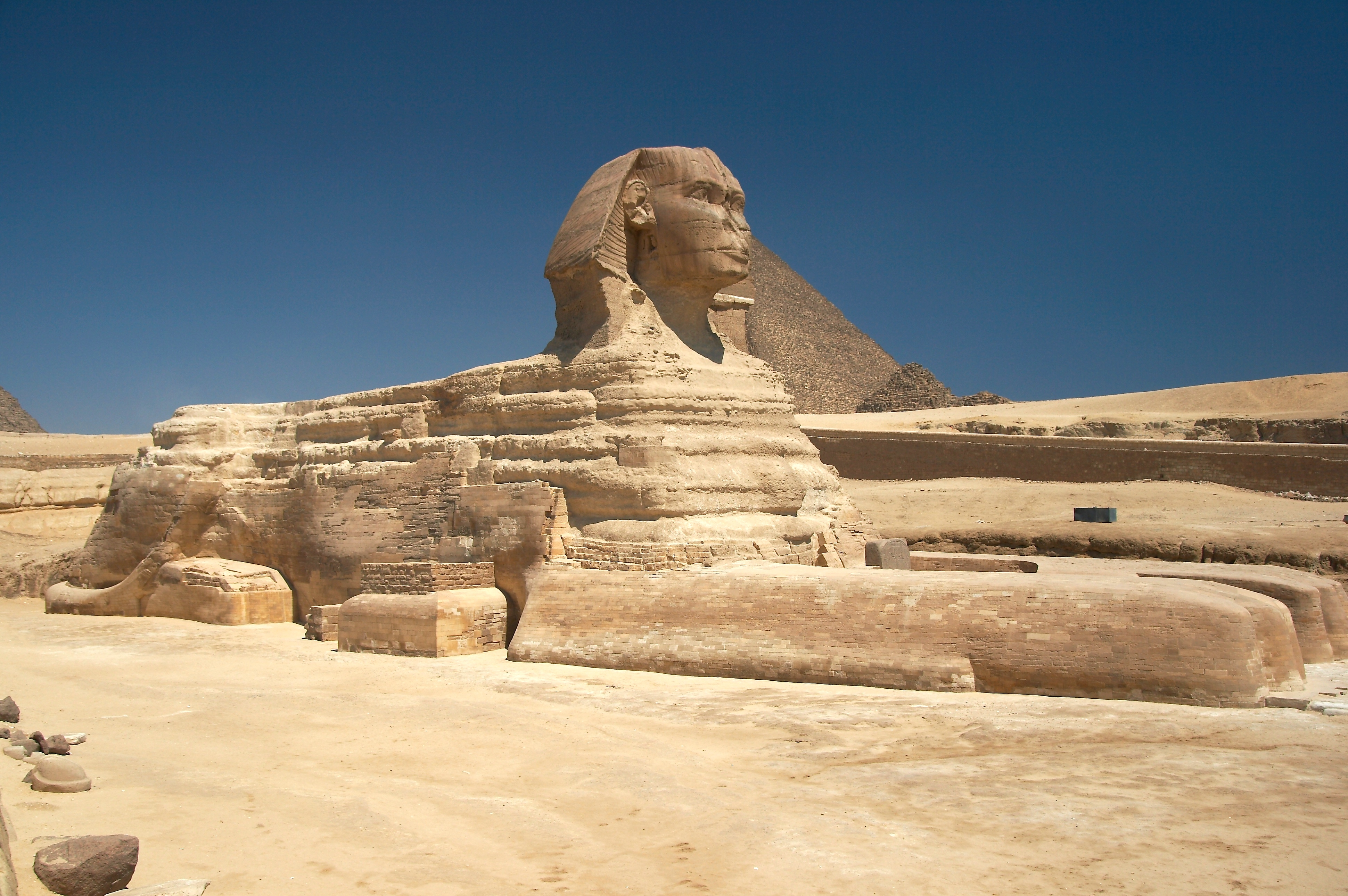
مجسمهٔ ابوالهول بزرگ جیزه در نزدیکی شهر قاهره، مصر

ابوالهول (به لاتین: Sphinx) موجودی افسانه‏ ای است با سر انسان، بدن شیر و بالهای عقاب.
در سنت یونانی ابوالهول موجودی خیانت ‏پیشه و بیرحم با سر یک زن، بدن یک شیر و بالهای یک پرنده. برطبق اسطوره‏‌های یونانی او آنهایی که با او رو در رو می‌‏شود را با پرسیدن یک چیستان به چالش می‏‌کشد، و آنها که در پاسخ ناموفق باشند را کشته و می‏‌خورد. این نسخه مرگبار ابوالهول در اسطوره و درام اودیپ ظاهر شده است.
در اسطوره‌‏شناسی مصری، به عکس، ابوالهول نوعا به عنوان یک مرد تصویر شده و خیرخواه تلقی می‏‌شود، گرچه با قدرتی به همان توحش نسخه یونانی. هردو ابوالهول یونانی و مصری به عنوان نگهبان انگاشته می‏‌شدند، مجسمه‌‏های آنها اغلب در طرفین معابد قرار می‌‏گرفتند.
در دوران رنسانس ابوالهول در هنرهای تزئینی اروپا احیا شد. در طی این دوران تصاویر ابوالهول در ابتدا شبیه به نسخه مصر باستانش بود، اما بعدها هنگامیکه وارد دیگر فرهنگها شد، قسمتی به خاطر ترجمه‌‏های متفاوت توضیحات نسخه اصلی، و قسمتی از طریق تکامل ایده ابولهول از طریق ادغام آن در دیگر سنن فرهنگی، اغلب به گونه‏ای کاملا متفاوت انگاشته شد.
به هر حال تجسم ابوالهول عموما با سازه‏‌های بزرگ معماری، مانند مقبره‌‏های سلطنتی یا معابد مذهبی، در ارتباط است. مجسمه‌های زیادی از این موجود ساخته شده و معروف‌ترین آن‌ها ابوالهول بزرگ که در مصر قرار دارد از صخره‌ای یکپارچه تراشیده شده‌است و ۳۰ متر ارتفاع و ۷۰ متر طول دارد.

## رمز ابوالهول
اسرارآمیز بودن ابوالهول احتمالاً در ارتباط با تعهد و ادای سوگند هنرمندان و خالقین اساطیر است که بر اساس آن موظف به حفظ اسرار و رموز عقاید و اندیشه‌های فرهنگی و عرفانی آثار خود بوده‌اند. این موجود افسانه‌ای بیش از هر پدیده دیگری در ادبیات و فرهنگ، اقتدار اسطوره‌ای خود را تثبیت نموده و به نماد اعلی و عمیق علم و دانائی و همچنین نمودی از هلاک و نیستی شهرت یافته‌است. بسیاری از هنرپیشگان زن سینمای قرن بیستم که اسرارآمیز، شهوانی، حیله‌گر و مرموز بوده‌اند به ابوالهول مصری واقع در جیزه تشبیه شده‌اند. همچنین گفتنی است که این بنا بزرگ‌ترین بنای تاریخی مصر است.

## وجه تسمیه

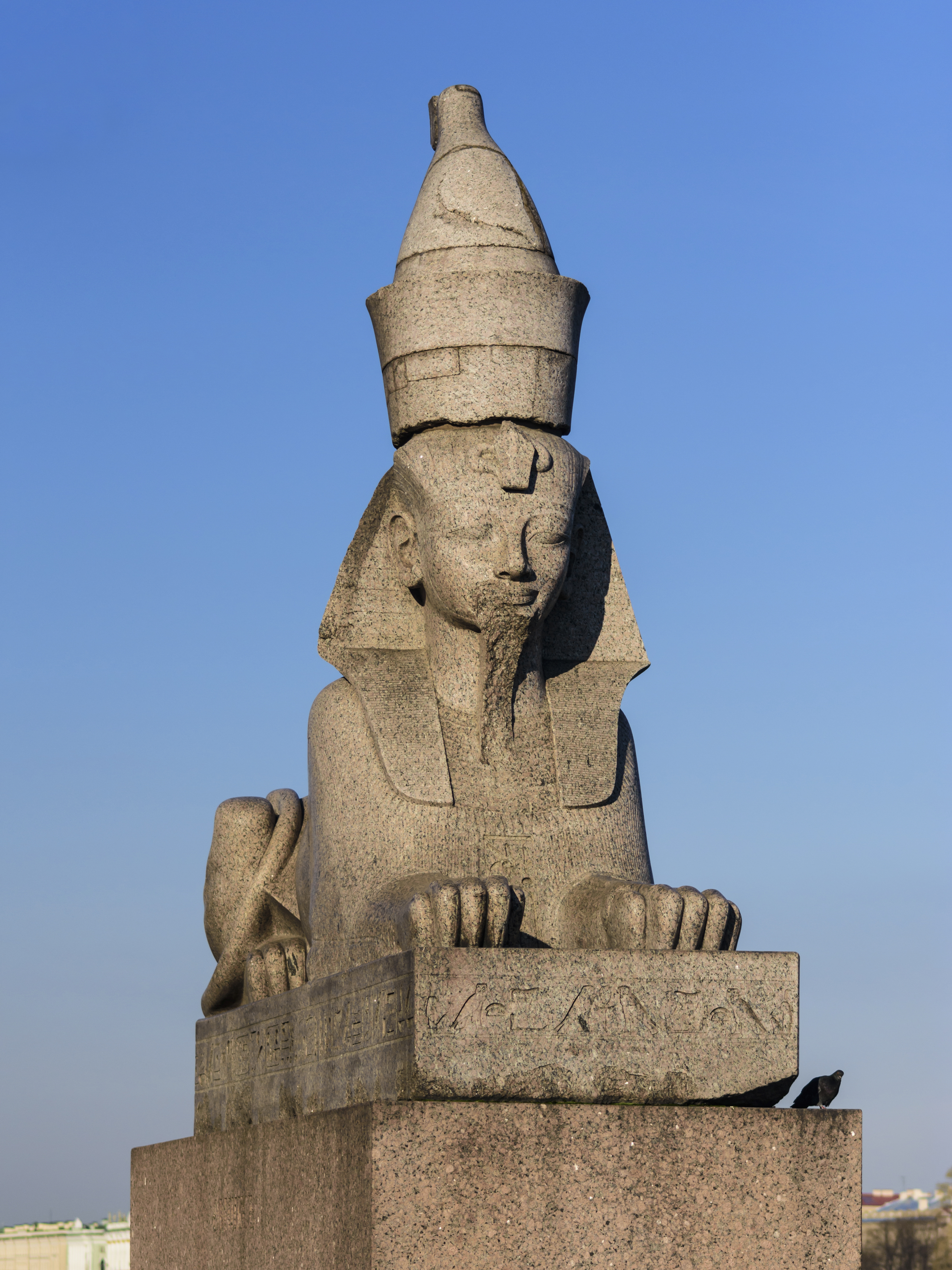
نگاره‌ای از یکی از دو مجسمهٔ سنگی ابوالهول، واقع در دیوارهٔ ساحلی آکادمی امپریال هنر در کرانهٔ غربی رود نوا در سن پترزبورگ، روسیه.

ابوالهول هیکل عظیم (به یونانی: اِسفیگا) اساطیری است که هنرمندان مصری و به تقلید آنان هنرمندان یونانی، به کرات از آن مجسمه ساخته‌اند. ابوالهول نام حیوان موهومی است که به هیاکل مختلف مجسم می‌کردند. در مصر ابوالهول را به‌شکل شیری نقش می‌کردند که سر او به‌صورت سر مردی بود. احتمالاً این هیاکل را به قصد تعظیم و تکریم نیت که به زعم مصری‌ها الهه حکمت و دانش بود برپا می‌کردند. در خرابه‌های بلاد باستانی مصر ابوالهول‌های بسیار مشاهده می‌شود که از یکپارچه سنگ ساخته شده و از همه بزرگ‌تر را ابوالهول خوانند که در بین دو هرم واقع شده و تنه این هیکل در زیر ریگ‌ها مدفون و پوشیده‌ بوده‌است و فقط سینه و سر او خارج از ریگ مشاهده شد که بیست و هشت متر ارتفاع دارد؛ که بعداً از زیر شن خارج شد.

## نگارخانه

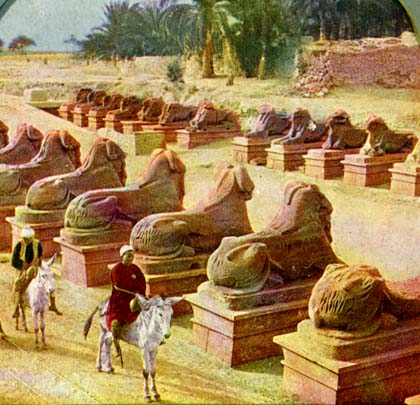
خیابان سرهای ابوالهول در کرنک واقع در شهر اُقصُر
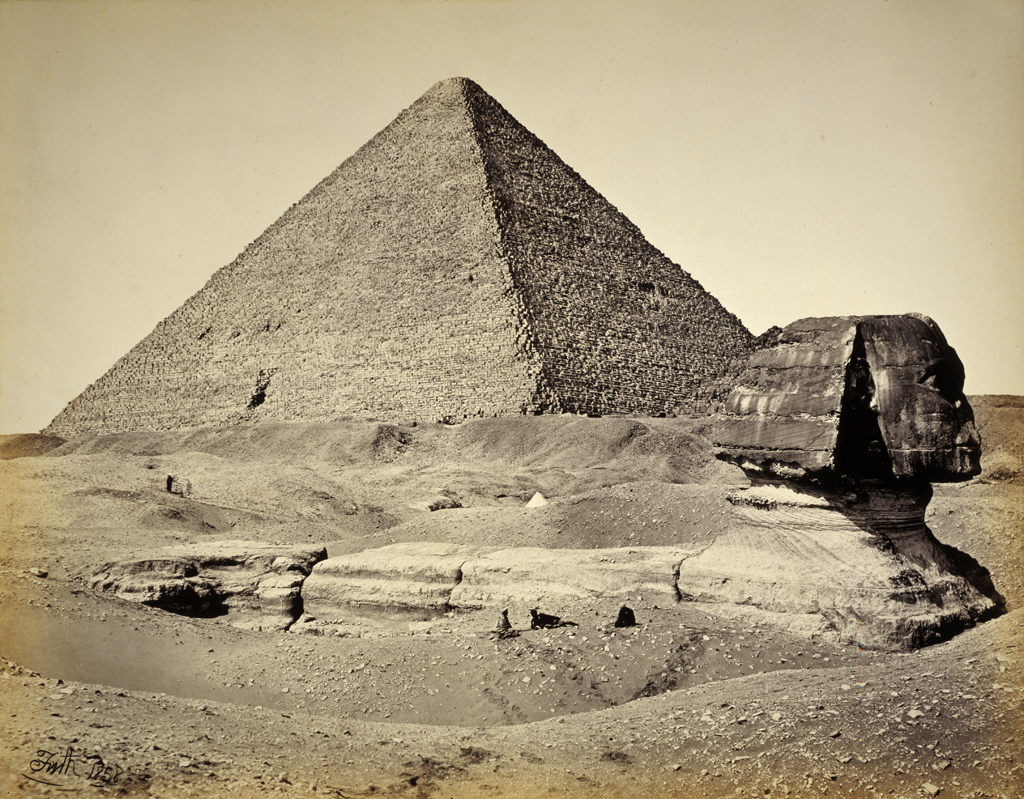
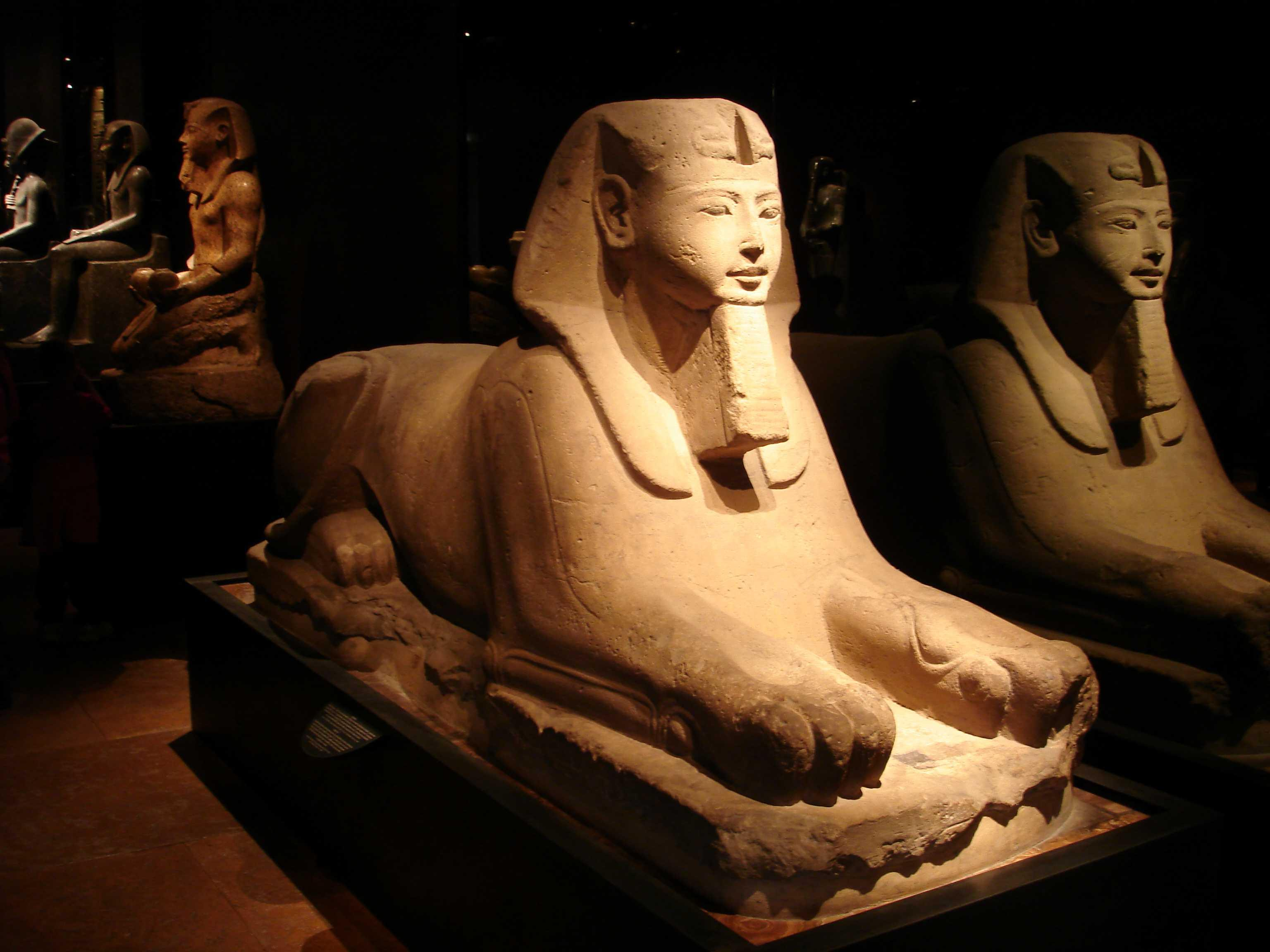
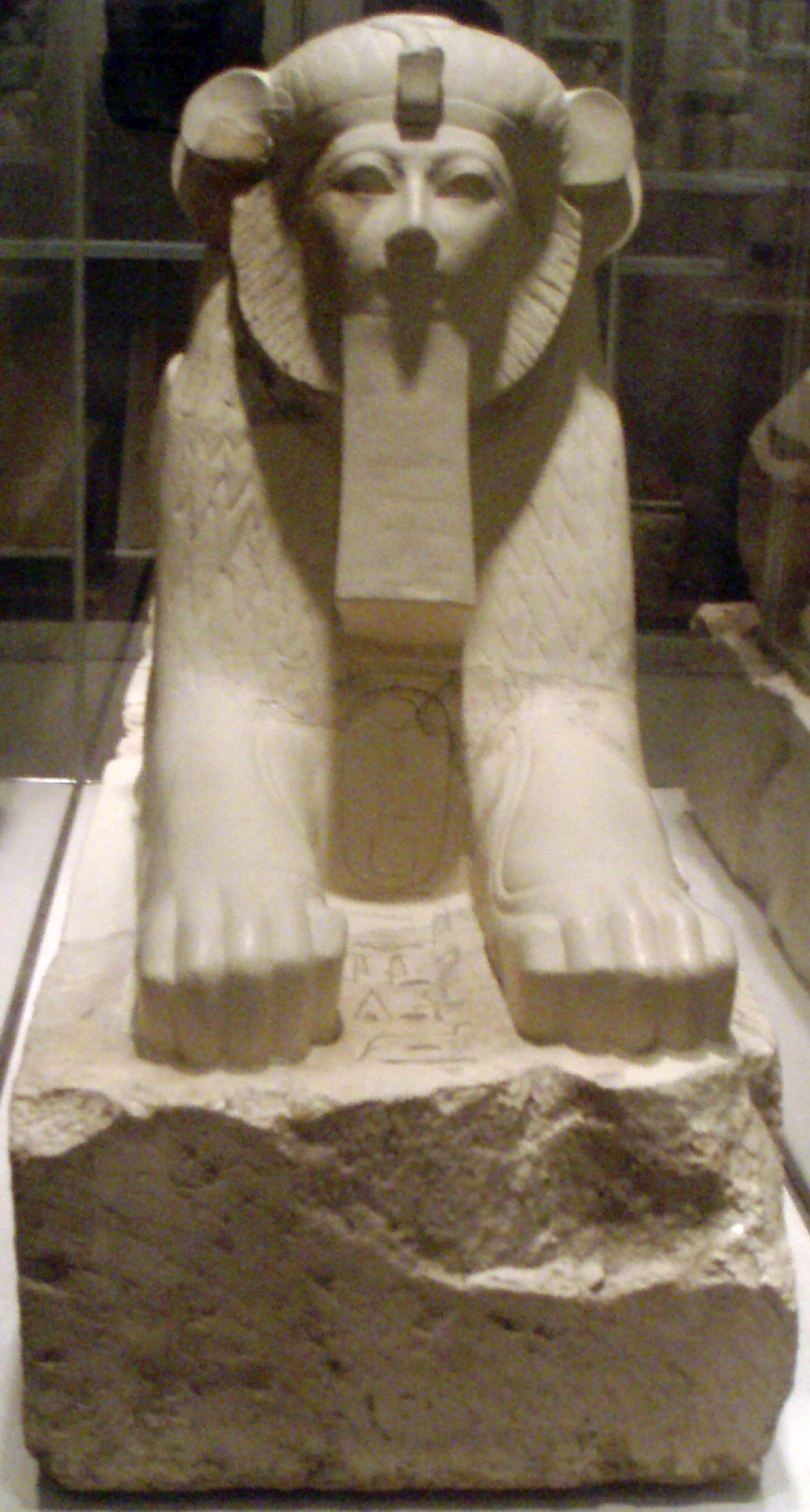
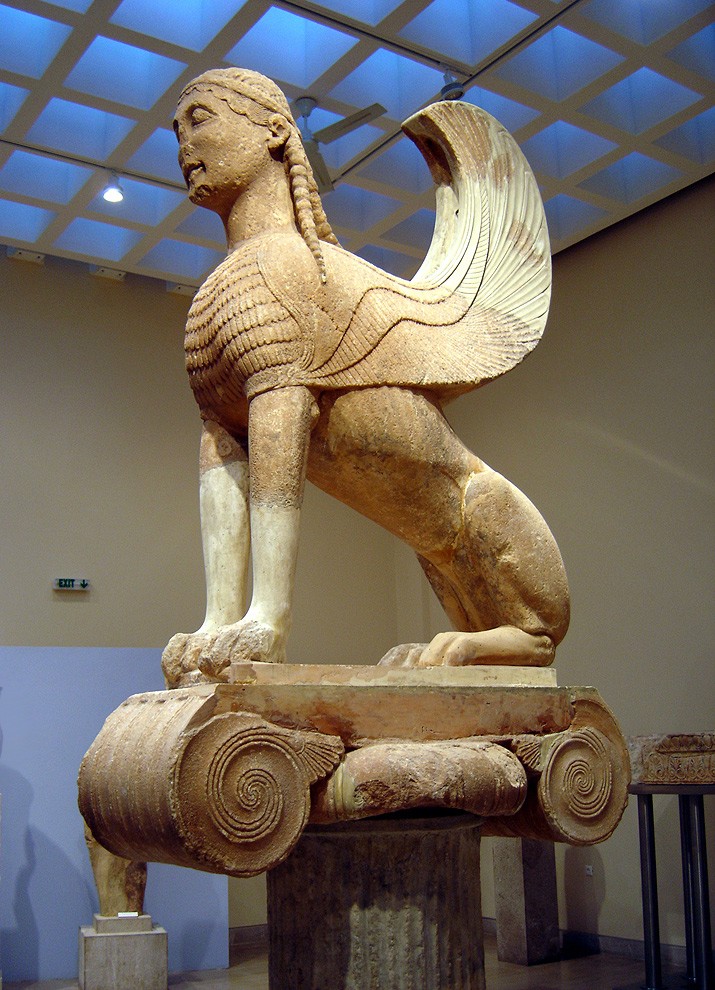
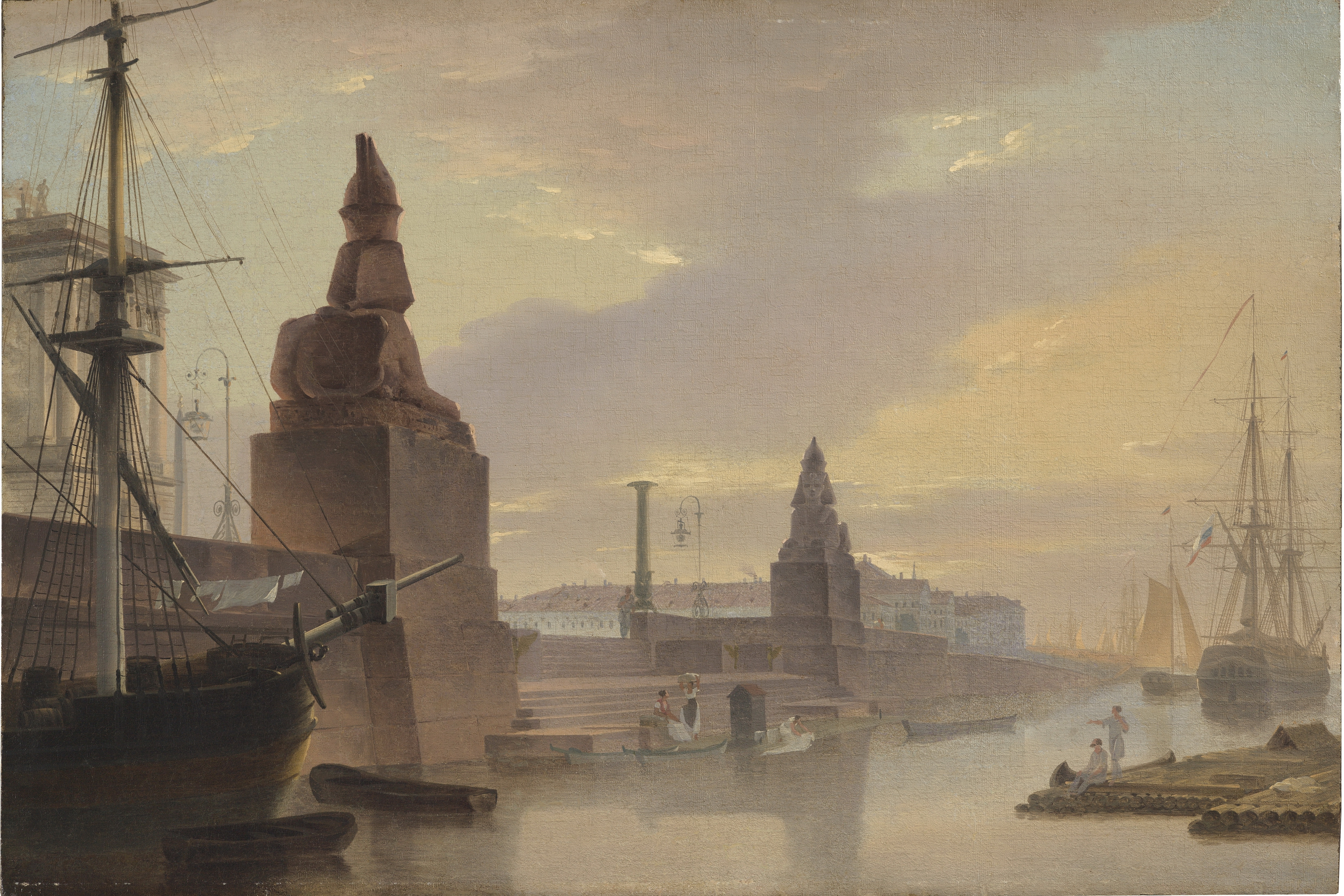
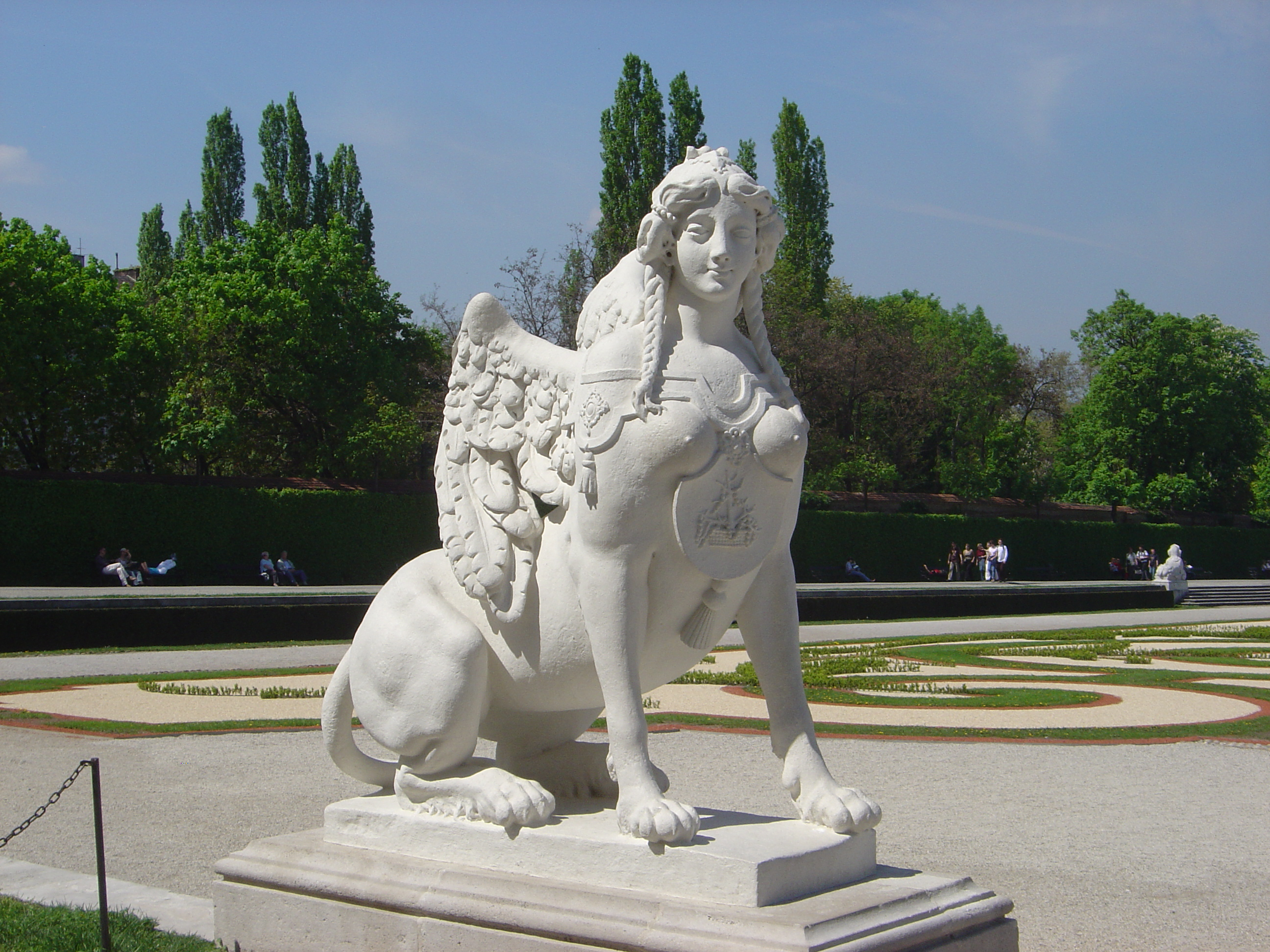
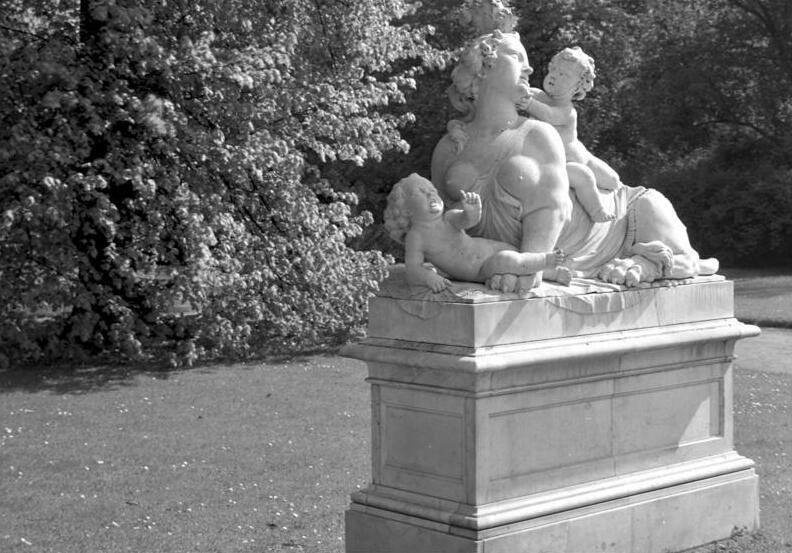
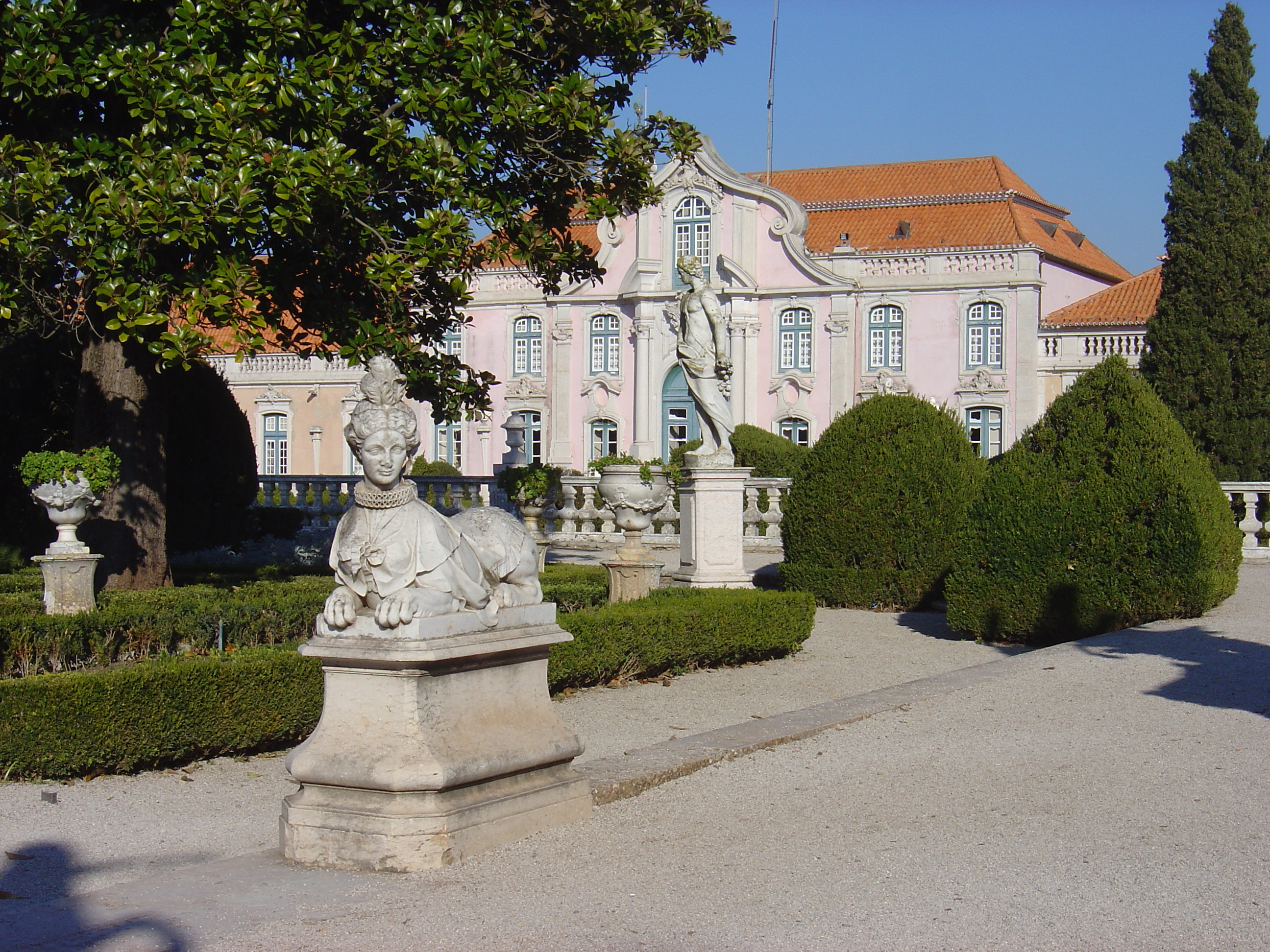
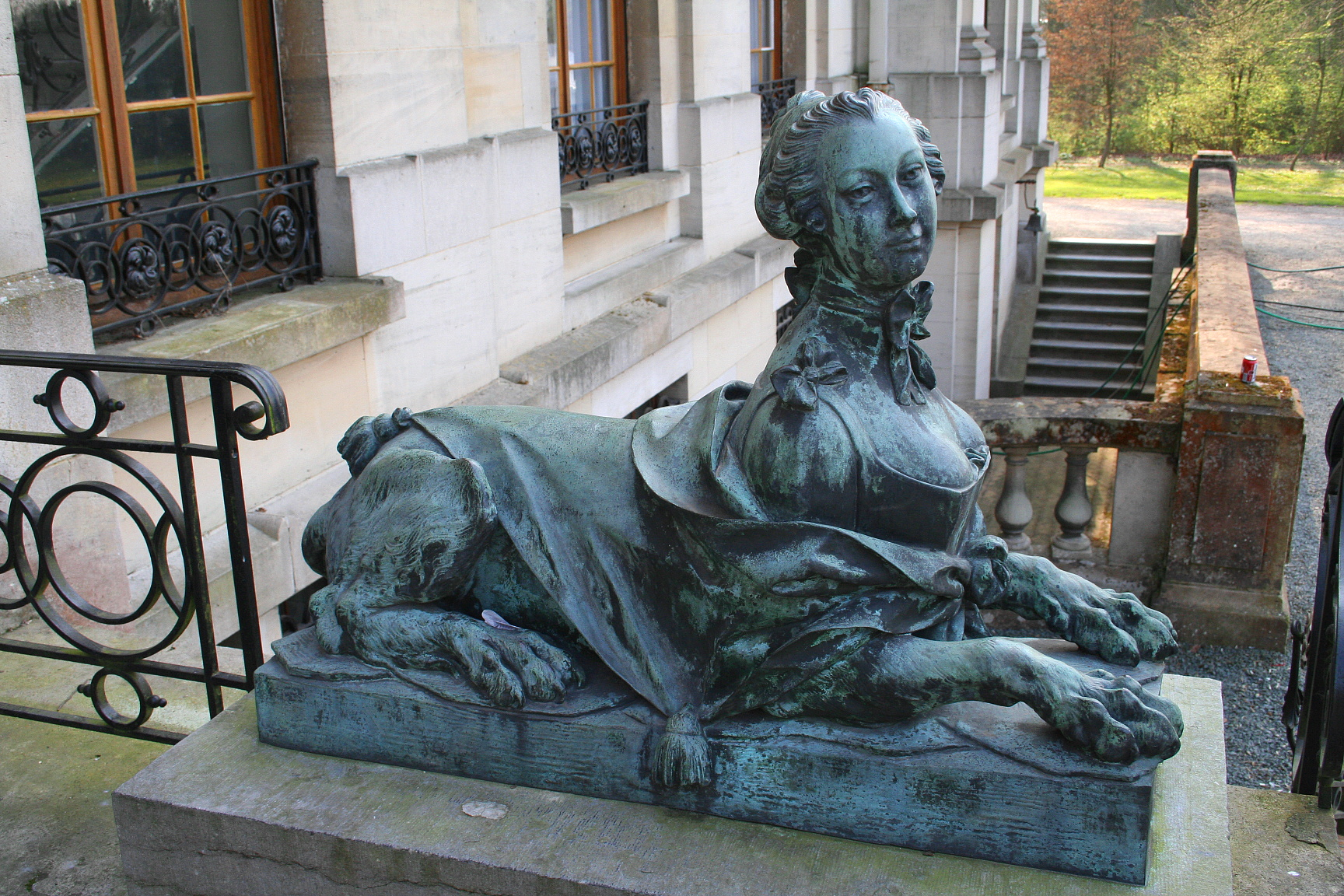
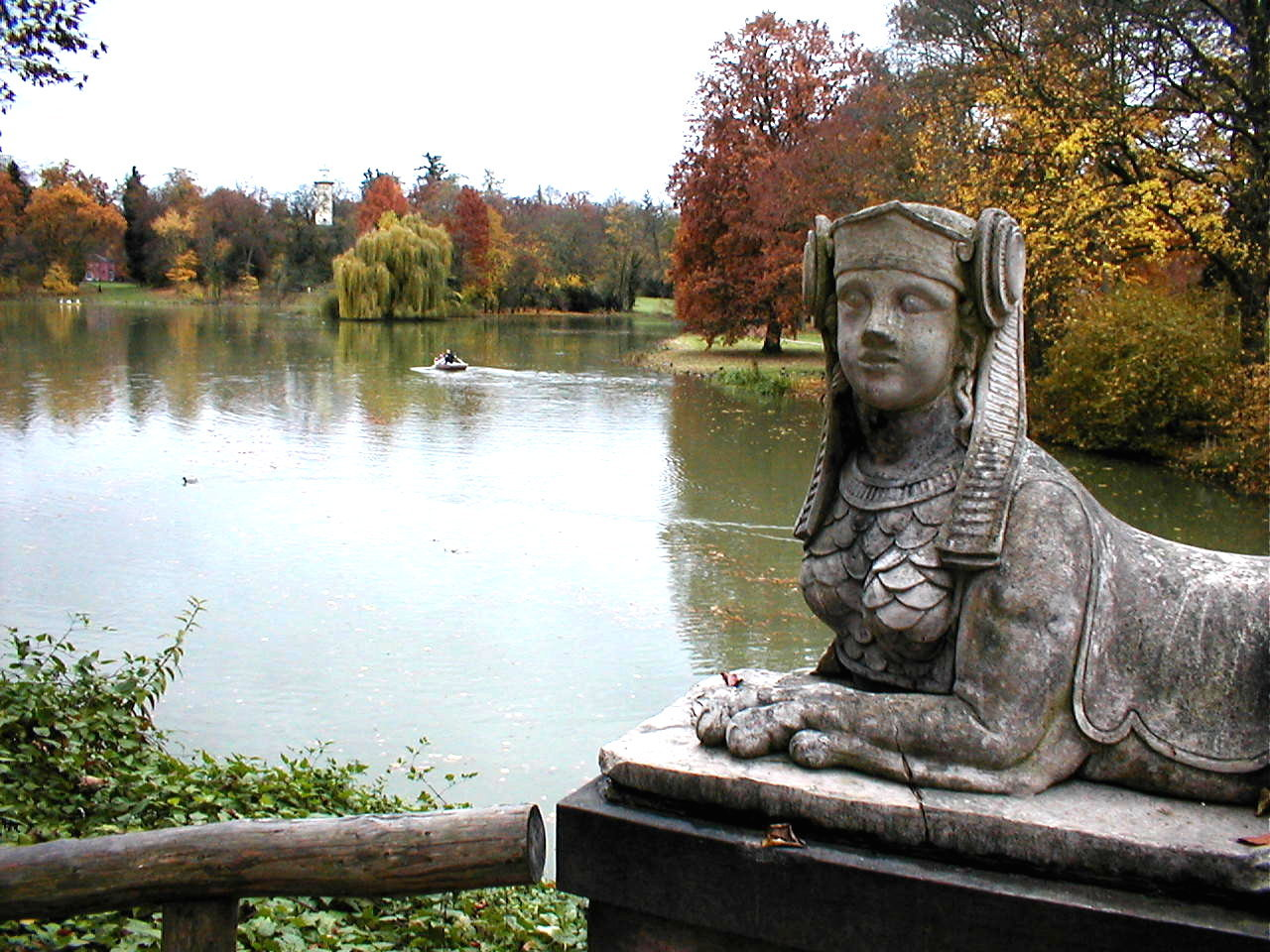
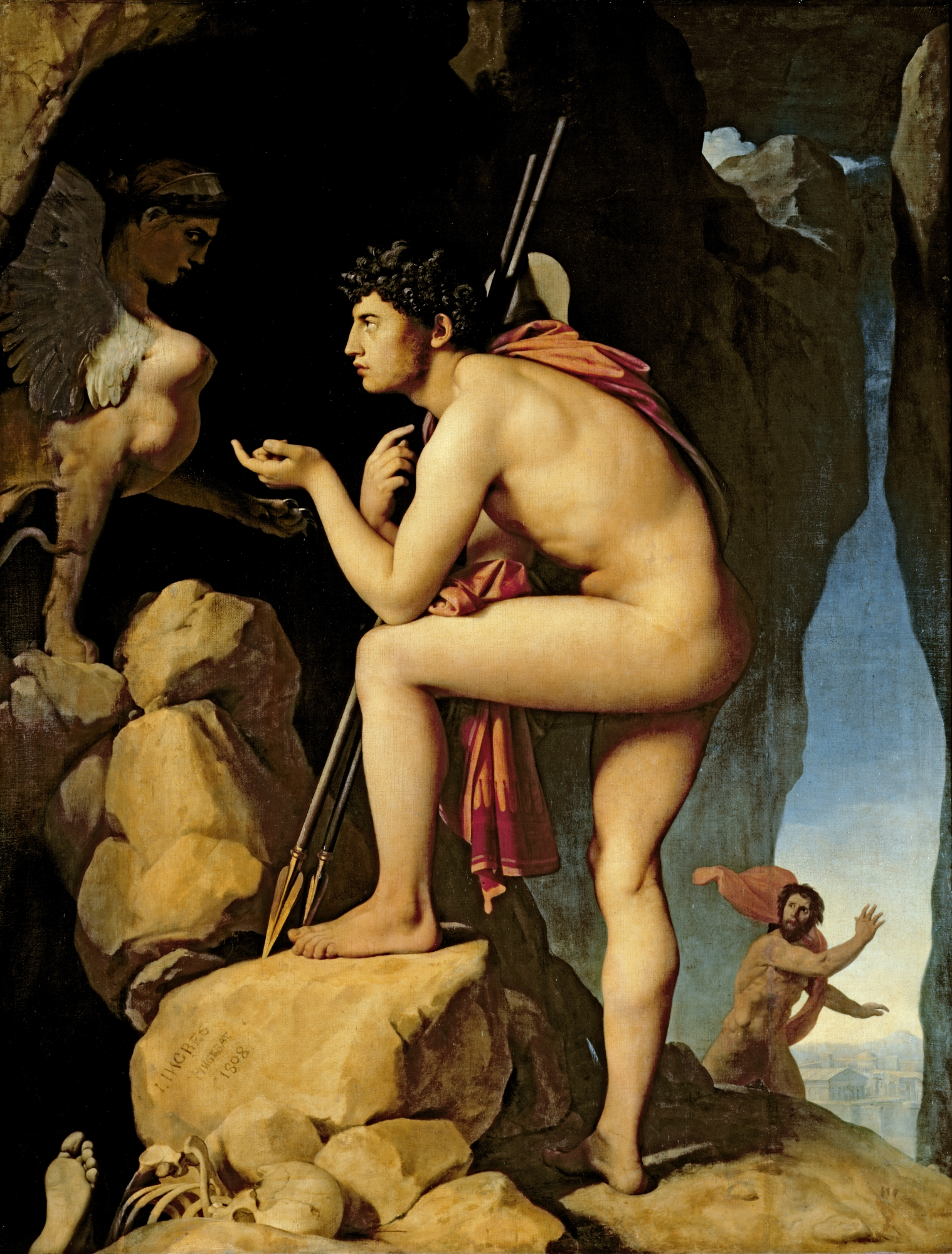
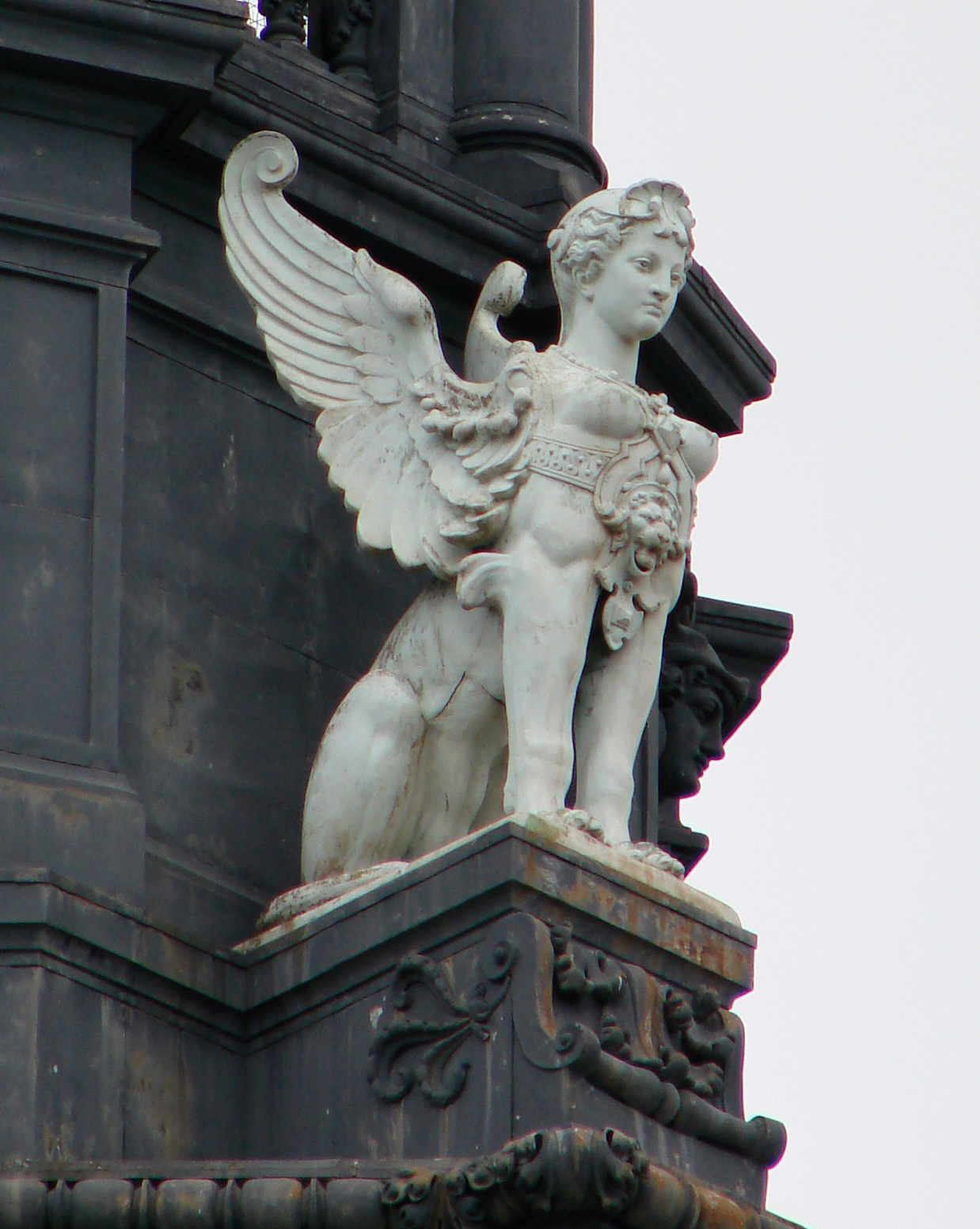
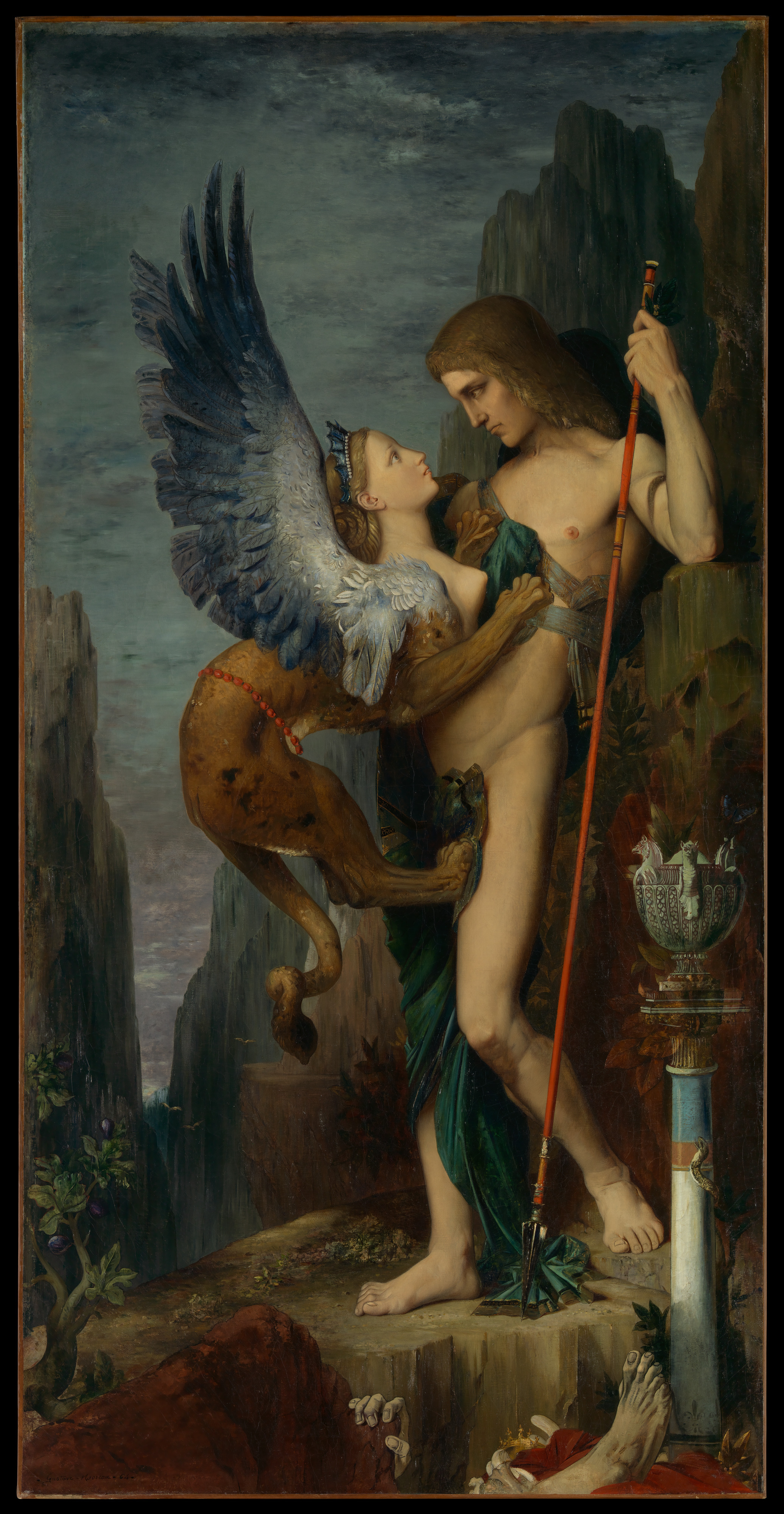
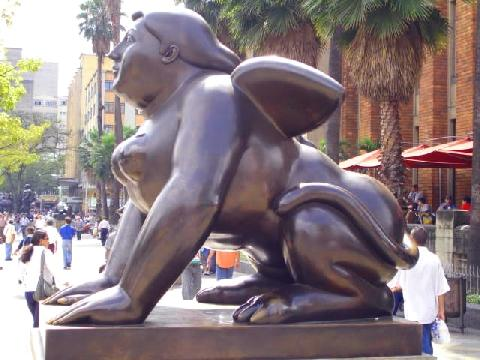
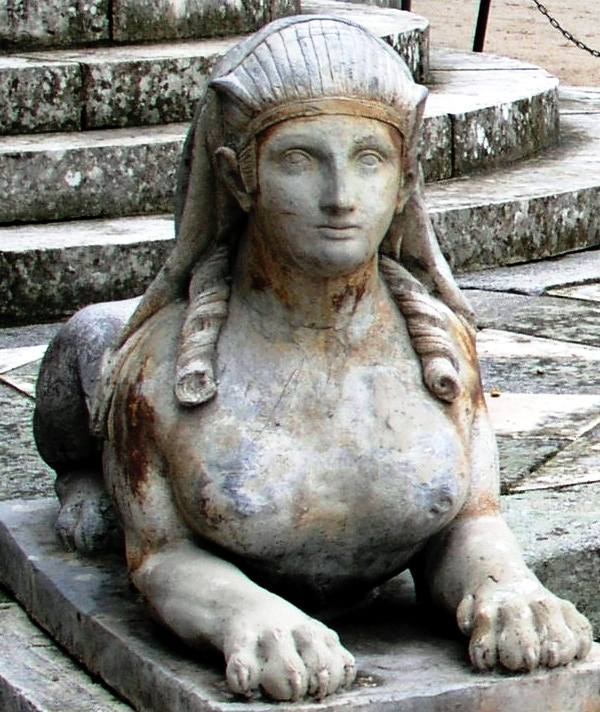
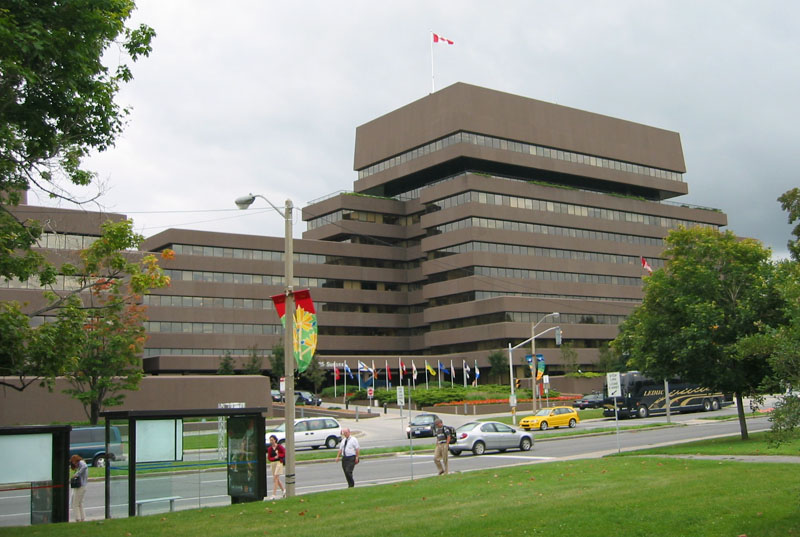
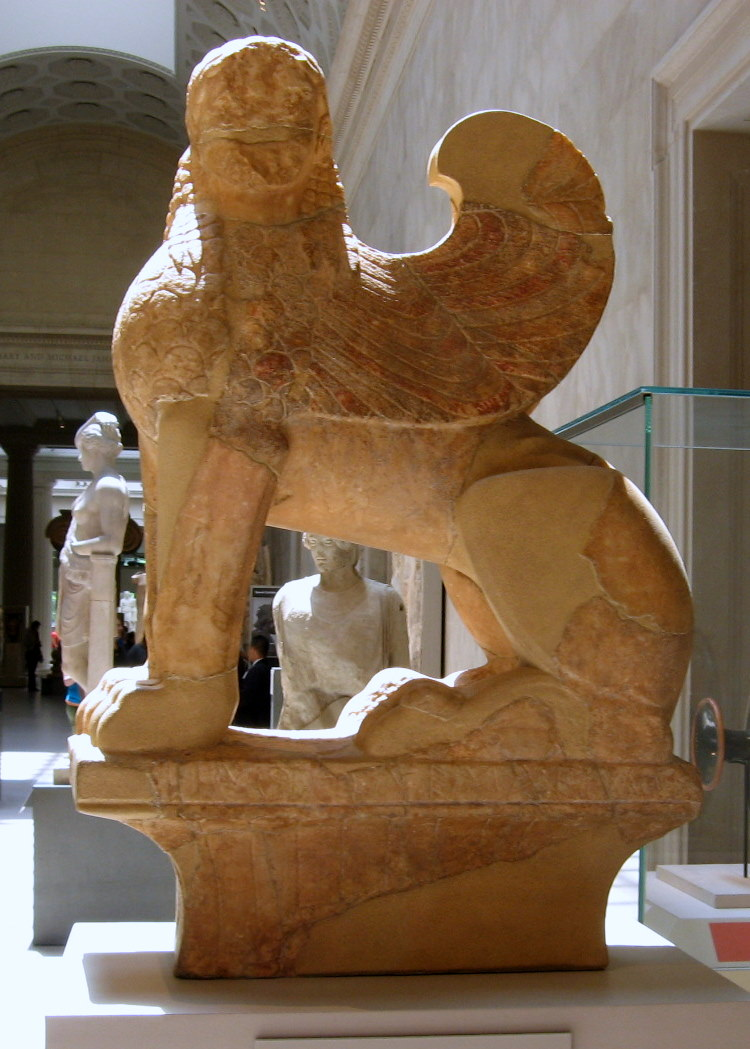
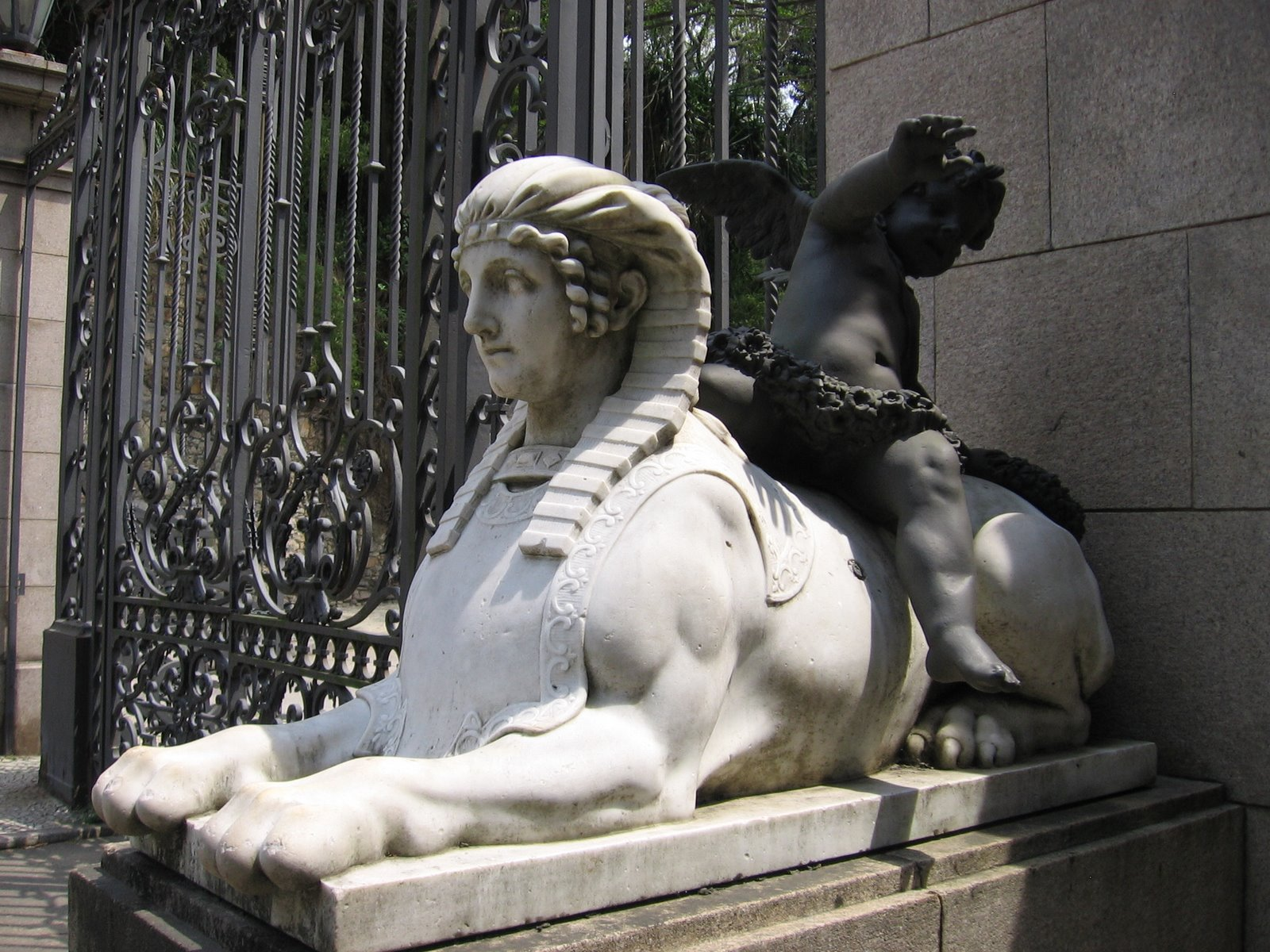
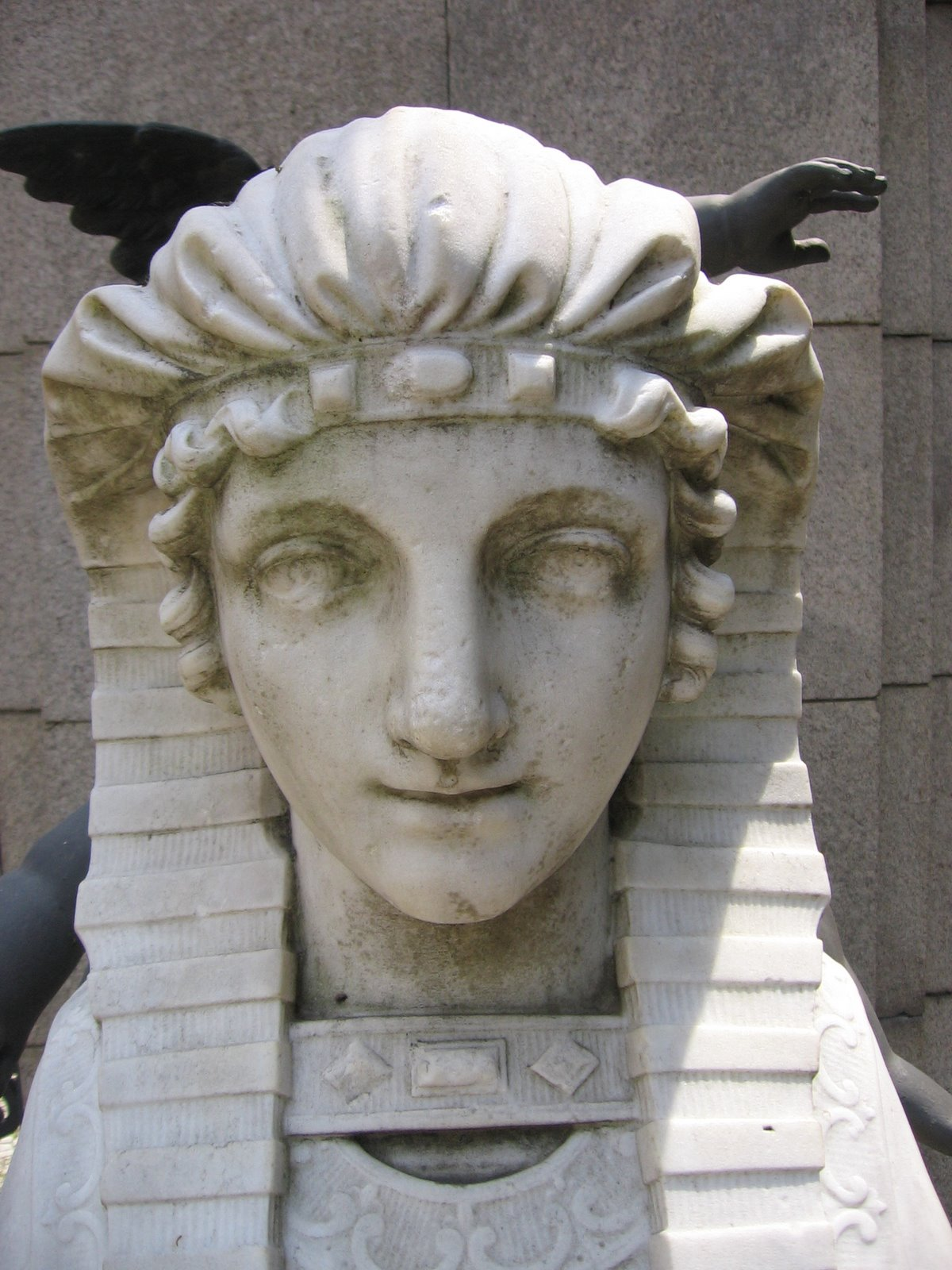